# Dave Clauss
Dave Clauss (nacido en 1987) es un productor discográfico e ingeniero de sonido estadounidense, ganador de cuatro Premios Grammy Latinos y de un Premio Grammy.

## Biografía
Clauss ha trabajado con artistas como Draco Rosa, Maná, Carlos Vives, Pedro Capó y Shakira, entre muchos otros. Ganó un Grammy Latino en la categoría de álbum del año por su trabajo en el disco Vida de Draco Rosa (2013), y en la categoría de grabación del año por "La bicicleta" de Vives y Shakira. También recibió un Premio Grammy al mejor álbum de pop latino por su trabajo como ingeniero de sonido en El Dorado de Shakira.

## Discografía
| Año  | Artista               | Álbum                                                            | Créditos                          | Discográfica           |
| ---- | --------------------- | ---------------------------------------------------------------- | --------------------------------- | ---------------------- |
| 2019 | Maren Morris          | Girl                                                             | Mezcla                            | Sony                   |
| 2019 | Lukr                  | Sunstead                                                         | Mezcla                            | Easy Company           |
| 2019 | Drew Baldridge        | "Somebody's Daughter" single                                     | Mezcla                            | Cold River Records     |
| 2019 | Maná                  | "Rayando el Sol" single                                          | Mezcla                            | Warner Music           |
| 2019 | Unspoken              | Reason                                                           | Mezcla                            | Centricity             |
| 2019 | Jesse James Decker    | "Roots and Wings" single                                         | Mezcla                            | Big Yellow Dog         |
| 2019 | Jesse James Decker    | "Old Town Road" single                                           | Mezcla                            | Big Yellow Dog         |
| 2019 | Jesse James Decker    | "Welcome to the Party (the beach life)" single                   | Mezcla                            | Big Yellow Dog         |
| 2019 | Judah and the Lion    | Pep Talks                                                        | Mezcla                            | Cletus the Van Records |
| 2019 | For All Seasons       | "Every Good Thing" single                                        | Mezcla                            | Centricity             |
| 2019 | For All Seasons       | "Friends" single                                                 | Mezcla                            | Centricity             |
| 2019 | Emily Reid            | "Good Time Being a Woman" single                                 | Ingeniería y mezcla               | Universal              |
| 2019 | Ben Hazlewood         | "Louder Than Thunder" single                                     | Mezcla                            | Mint Music             |
| 2019 | Ben Hazlewood         | "The Fire" single                                                | Mezcla                            | Mint Music             |
| 2019 | Riley Roth            | "Friendly" single                                                | Ingeniería y mezcla               | Altadena               |
| 2019 | Jenna Raine           | Nen                                                              | Mezcla                            | Jenna Simmons          |
| 2019 | AJ McLean             | "Boy and a Man" single                                           | Mezcla                            | MF Records             |
| 2019 | Cosmic Coronas        | "Dream a Little Dream"                                           | Producción y mezcla               |                        |
| 2018 | Keelan Donovan        | "Like a Radio" single                                            | Mezcla                            | Big Yellow Dog         |
| 2018 | Ryan Griffin          | "Play It by Heart" single                                        | Mezcla                            | Warner                 |
| 2018 | Ryan Griffin          | "Good Company" single                                            | Mezcla                            | Warner                 |
| 2018 | Ryan Griffin          | "Best Cold Beer"single                                           | Mezcla                            | Warner                 |
| 2018 | Drake White           | Pieces EP                                                        | Ingeniería y mezcla               | Big Machine            |
| 2018 | Stephen Carey         | "Wrecks Me" single                                               | Mezcla                            | Badlands/XXIII Music   |
| 2018 | Stephen Carey         | "Summer Cool" single                                             | Mezcla                            | Badlands/XXIII Music   |
| 2018 | Ben Hazelwood         | "Fix This Love" single                                           | Mezcla                            | Mint Music             |
| 2018 | Nightly               | The Sound of Your Voice                                          | Mezcla                            | Interscope             |
| 2018 | Audio Revival         | "Build a Wall" single                                            | Producción, ingeniería y mezcla   |                        |
| 2018 | Catherine McGrath     | Talk of This Town                                                | Mezcla                            | Warner                 |
| 2018 | Lukr                  | Numb single                                                      | Mezcla                            | The Easy Co            |
| 2018 | Lukr                  | Astronaut single                                                 | Mezcla                            | The Easy Co            |
| 2018 | Lukr                  | Big Kids single                                                  | Mezcla                            | The Easy Co            |
| 2018 | Ashlee & Evan         | Ashlee + Evan                                                    | Mezcla                            | Access Ent             |
| 2018 | Gwen Stefani          | You Make it Feel Like Christmas Deluxe                           | Mezcla                            | Universal              |
| 2017 | Ha*Ash                | 30 de Febrero                                                    | Ingeniería y mezcla               | Sony                   |
| 2017 | Carly Pearce          | Every Little Thing                                               | Ingeniería y mezcla               | Big Machine            |
| 2017 | Lady Antebellum       | Heartbreak                                                       | Ingeniería y edición digital      | Universal              |
| 2017 | Shakira               | El Dorado                                                        | Producción, ingeniería y mezcla   | RCA                    |
| 2017 | Lauren Alaina         | Road Less Traveled                                               | Ingeniería y edición digital      | Universal              |
| 2017 | Gwen Stefani          | You Make it Feel Like Christmas                                  | Mezcla y edición                  | Universal              |
| 2017 | Pedro Capo            | En Letra de Otro                                                 | Mezcla                            | Sony                   |
| 2017 | Ednita Nazario        | Una Vida                                                         | Mezcla                            | Sony                   |
| 2017 | Pink                  | Beautiful Trauma                                                 | Edición                           | RCA                    |
| 2017 | Audio Revival         | Call My Name                                                     | Producción, ingeniería y mezcla   |                        |
| 2017 | Hunter Hayes          | "Rescue" single                                                  | Ingeniería y mezcla               | Atlantic               |
| 2017 | Courtney Cole         | For the Love of Me                                               | Mezcla                            |                        |
| 2016 | Keith Urban           | Ripcord                                                          | Ingeniería y edición              | Capitol                |
| 2016 | Prince Royce          | Five                                                             | Ingeniería y mezcla               | RCA                    |
| 2016 | Various Artists       | Zootopia (Original Motion soundtrack)                            | Ingeniería                        | RCA                    |
| 2016 | Maren Morris          | Hero                                                             | Ingeniería y mezcla               | Columbia               |
| 2016 | Blake Shelton         | If I am Honest                                                   | Ingeniería                        | Warner                 |
| 2016 | Rituals of Mine       | Devoted                                                          | Mezcla                            |                        |
| 2016 | Audio Revival         | Animals                                                          | Producción, ingeniería y mezcla   |                        |
| 2016 | Hollis Peach          | Sometimes we Feel the Same                                       | Producción, ingeniería y mezcla   |                        |
| 2015 | Yuridia               | 6                                                                | Ingeniería y mezcla               | Sony                   |
| 2015 | Maná                  | Cama Incendiada                                                  | Mezcla                            | Warner                 |
| 2015 | Jaime Foxx            | Hollywood: A Story of a Dozen Roses                              | Ingeniería                        | RCA                    |
| 2015 | Mikki Hommel          | On the Moon                                                      | Producción y mezcla               | Pure Bred              |
| 2015 | Lawrence Trailer      | #TPWB                                                            | Producción y mezcla               |                        |
| 2015 | Raquel Sofia          | Te Queiro Los Domingos                                           | Mezcla                            | Sony                   |
| 2015 | Ida Malou             | Mannequin                                                        | Mezcla                            | Vermont Pop            |
| 2015 | Bianca Gisselle       | Get Back to Love                                                 | Mezcla                            | BGSR                   |
| 2014 | Ha*Ash                | Primera Fila: Hecho Realidad                                     | Ingeniería y mezcla               | Sony                   |
| 2014 | Shakira feat. Rihanna | "Can't Remember to Forget You" single                            | Mezcla                            | RCA                    |
| 2014 | Shakira               | Shakira                                                          | Producción, ingeniería y mezcla   | RCA                    |
| 2014 | Sarah Packiam         | Again                                                            | Mezcla                            |                        |
| 2014 | Mayaeni               | "Black Jeans" single                                             | Mezcla                            | Roc Nation             |
| 2014 | Katie Garra           | Take it or Leave it                                              | Mezcla                            | Vermont Pop            |
| 2014 | Shakira               | One Love, One Rhythm: 2014 FIFA World Cup Official Album         | Programación, ingeniería y mezcla | Columbia               |
| 2014 | Raquel Sofia          | Te Odio Los Sabidos                                              | Mezcla                            | Sony                   |
| 2013 | Sarah Packiam         | Dream                                                            | Ingeniería y mezcla               |                        |
| 2013 | Draco Rosa            | Vida                                                             | Ingeniería vocal                  | RCA                    |
| 2013 | Lawrence Trailer      | Declaration                                                      | Producción y mezcla               |                        |
| 2012 | Pitbull               | Global Warming                                                   | Mezcla                            | RCA                    |
| 2011 | Declan O'Rourke       | Mag Pai Zai                                                      | Mezcla                            | N4                     |
| 2010 | Ludacris              | Battle of the Sexes                                              | Ingeniería                        | Def Jam                |
| 2010 | Shakira               | Waka Waka (Official 2010 FIFA World Cup song)                    | Ingeniería                        | Columbia               |
| 2010 | Various Artists       | Listen Up! Official 2010 FIFA World Cup Album                    | Ingeniería                        |                        |
| 2010 | Justin Bieber         | My World 2.0                                                     | Ingeniería y mezcla               | Island                 |
| 2010 | Shakira               | Sale el Sol                                                      | Ingeniería y mezcla               | Columbia               |
| 2009 | Flo Rida              | R.O.O.T.S                                                        | Ingeniería vocal                  | Atlantic               |
| 2009 | U2                    | No Line on the Horizon                                           | Ingeniería y mezcla               | Island                 |
| 2009 | Wyclef Jean           | Toussaint St Jean: From the Hut, to the Projects, to the Mansion | Ingeniería y mezcla               | Columbia               |
| 2009 | Shakira               | She Wolf                                                         | Ingeniería                        | Columbia               |
| 2009 | Busta Rhymes          | Back on my B.S                                                   | Ingeniería                        | Epic                   |
| 2008 | Aventura              | The Last                                                         | Ingeniería                        | Sony                   |
| 2008 | LL Cool J             | Exit 13                                                          | Ingeniería y guitarra             | Def Jam                |
| 2007 | Cartel                | Cartel                                                           | Trombón                           | Epic                   |
| 2007 | Wyclef Jean           | Carnival, Vol 2: Memoirs of an Immigrant                         | Ingeniería y mezcla               | Columbia               |
| 2007 | Lyfe Jennings         | Lyfe Change                                                      | Ingeniería y trombón              | Sony                   |